# والتر إف. بون
والتر إف. بون (بالإنجليزية: Walter F. Boone)‏ هو ضابط أمريكي، ولد في 14 فبراير 1898 في بيركيلي في الولايات المتحدة، وتوفي في 19 مارس 1995 في Walter Reed Army Medical Center ‏ في الولايات المتحدة.